# Trajan Ivanovski
Trajan Ivanovski (Szkopje, 1917. június 7. – 1995. április) jugoszláv-macedón nemzetközi labdarúgó-játékvezető.

## Pályafutása

### Nemzeti játékvezetés
Nemzeti labdarúgó-szövetségének megfelelő játékvezető bizottsága minősítése alapján lett az 1. Liga játékvezetője. Küldési gyakorlat szerint rendszeres partbírói szolgálatot végzett.

### Nemzetközi játékvezetés
A Jugoszláv labdarúgó-szövetség Játékvezető Bizottsága (JB) terjesztette fel nemzetközi játékvezetőnek, a Nemzetközi Labdarúgó-szövetség (FIFA) 1960-tól tartotta nyilván bírói keretében. Több nemzetek közötti válogatott és klubmérkőzést vezetett, vagy működő társának partbíróként segített. A  nemzetközi játékvezetéstől 1962-ben búcsúzott.

#### Nemzetközi kupamérkőzések

##### Kupagyőztesek Európa-kupája
| Időpont           | Helyszín                        | Mérkőzés típusa   | Mérkőzés                                 | Eredmény | Nézők száma |
| ----------------- | ------------------------------- | ----------------- | ---------------------------------------- | -------- | ----------- |
| 1962. február 13. | Szusza Ferenc Stadion, Budapest | egyik negyeddöntő | Újpesti Dózsa SC–Dunfermline Athletic FC | 4 – 3    | 18 000      |

## Szakmai sikerek
A Jugoszláv Labdarúgó-szövetség Játékvezető Bizottsága szakmai munkájának elismerésére két alkalommal az Év Játékvezetője elismerő címet adományozta részére.

## Külső hivatkozások
- Trajan Ivanovski. World Referee. (Hozzáférés: 2015. szeptember 2.)[halott link]
- Trajan Ivanovski. footballdatabase.eu. (Hozzáférés: 2015. szeptember 2.)
- Trajan Ivanovski. worldfootball.net. (Hozzáférés: 2015. szeptember 2.)
- Trajan Ivanovski. cdn.md. [2016. március 4-i dátummal az eredetiből archiválva]. (Hozzáférés: 2015. szeptember 2.)